# 乙女渓谷
乙女渓谷（おとめけいこく）は、岐阜県中津川市加子母にある渓谷。木曽川水系飛騨川の支流である白川（加子母川）の源流域の標高約900 mに位置し、岐阜県の裏木曽県立自然公園内にある。小秀山の南南東2.1 kmにある前山（標高1,814.5 m）を水源とし、阿寺山地の西面に位置する。

## 乙女渓谷の森

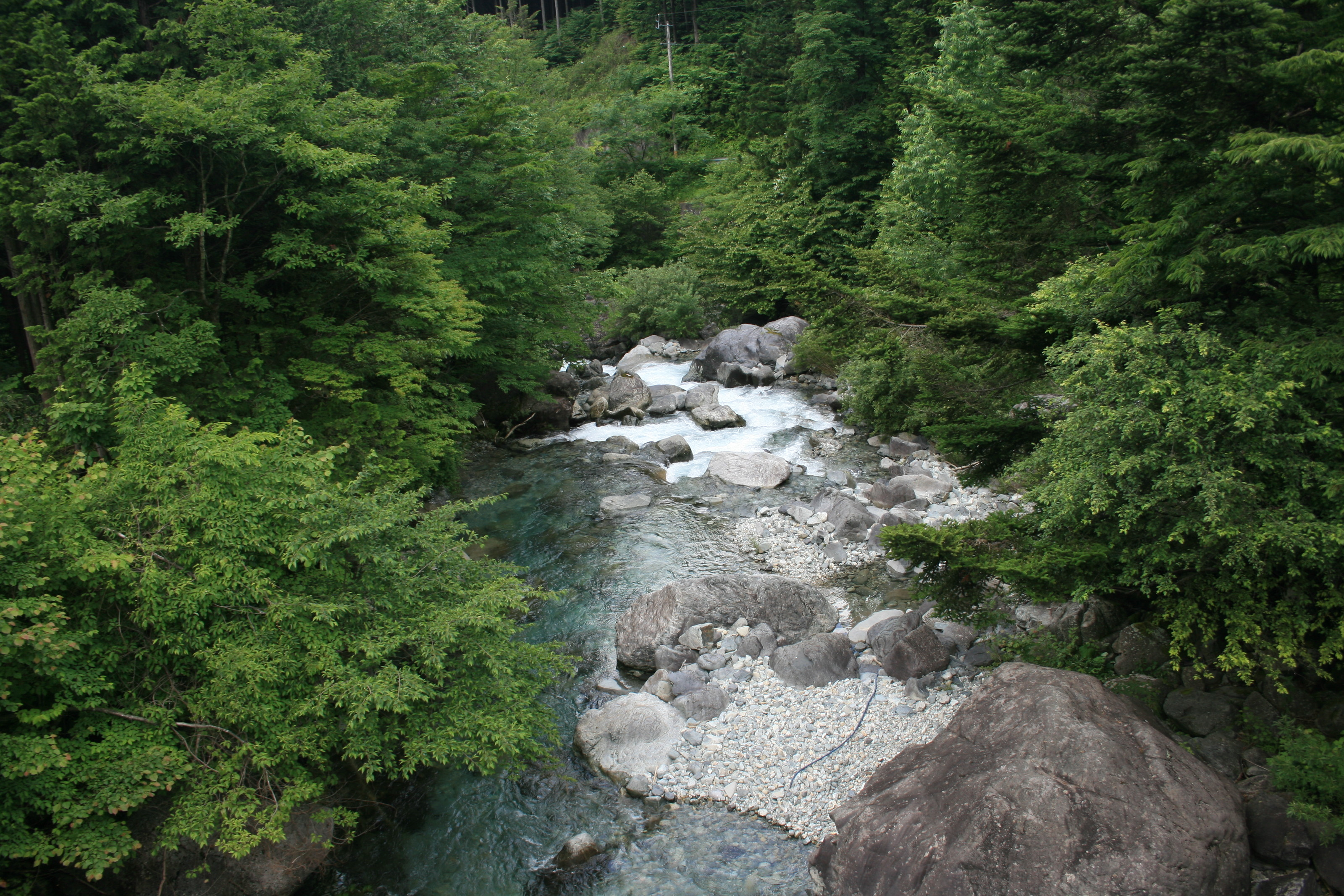
加子母川本流の乙女渓谷

乙女渓谷の森（おとめけいこくのもり）は、岐阜県の生活環境保全林の一つ。所在地は岐阜県中津川市加子母小郷地内。区域は加子母川南東部の一ノ谷と二ノ谷の流域の一帯。周辺の山域はヒノキなどの産地。2000年（平成12年）から2004年（平成16年）にかけて岐阜県の生活環境保全林整備事業により、乙女渓谷の森内の乙女渓谷キャンプ場から夫婦滝（男滝）までの二ノ谷沿いに木製階段状の遊歩道が再整備され小秀山の登山道を兼ねている。4月中旬頃に乙女渓谷山開きが行われている。渓谷沿い遊歩道ではマイナスイオンを浴びることができ、ホンシャクナゲの群生地と避難小屋がある。

## 乙女渓谷森林スポーツ林
シャクナゲ、ミヤマツツジ、コブシ等に彩られた渓谷が優れた自然景観を呈しており、渓流沿いにはキャンプ場が整備されており、森林スポーツの場となっている。

## 乙女渓谷キャンプ場

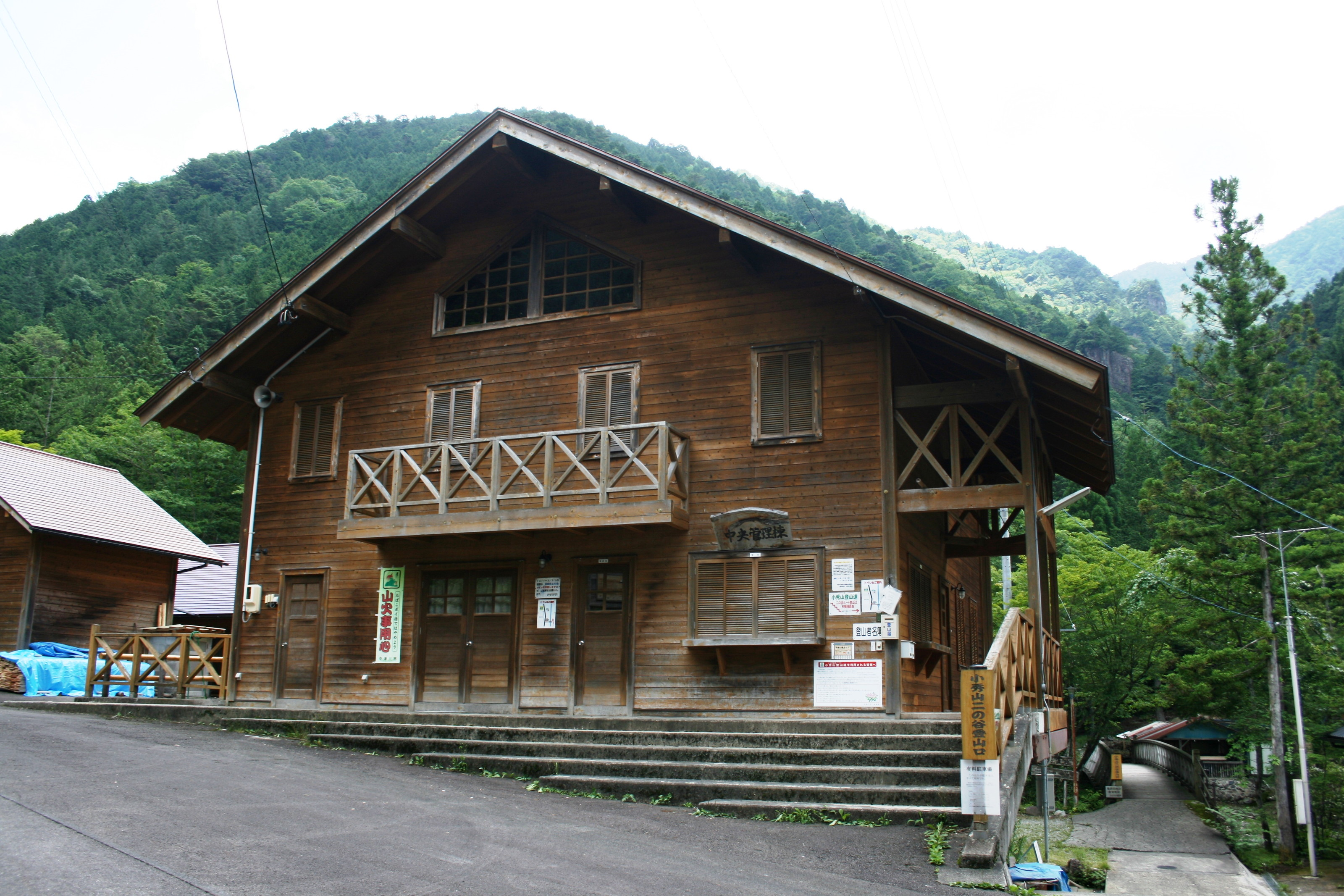
乙女渓谷キャンプ場の管理棟

乙女渓谷キャンプ場（おとめけいこくキャンプじょう）は、加子母森林組合が運営管理する岐阜県中津川市加子母の乙女渓谷にあるキャンプ場である。開設期間は7月中旬-8月末、バンガローとあすなろ、森のまなび舎などの宿泊棟、登山者向けの有料駐車場などがある。加子母川右岸のニノ谷合流点に中央管理棟があり、小秀山ニノ谷ルート登山口（登山届提出所）および夫婦滝遊歩道の入口となっている。

## 乙女渓谷の滝
乙女渓谷とその上流部には以下の滝があり、乙女淵、編笠淵、めんぱ淵（碧水湖）などの淵がある。夫婦滝の男滝と女滝の両方を見渡せる展望台への遊歩道が整備されている。

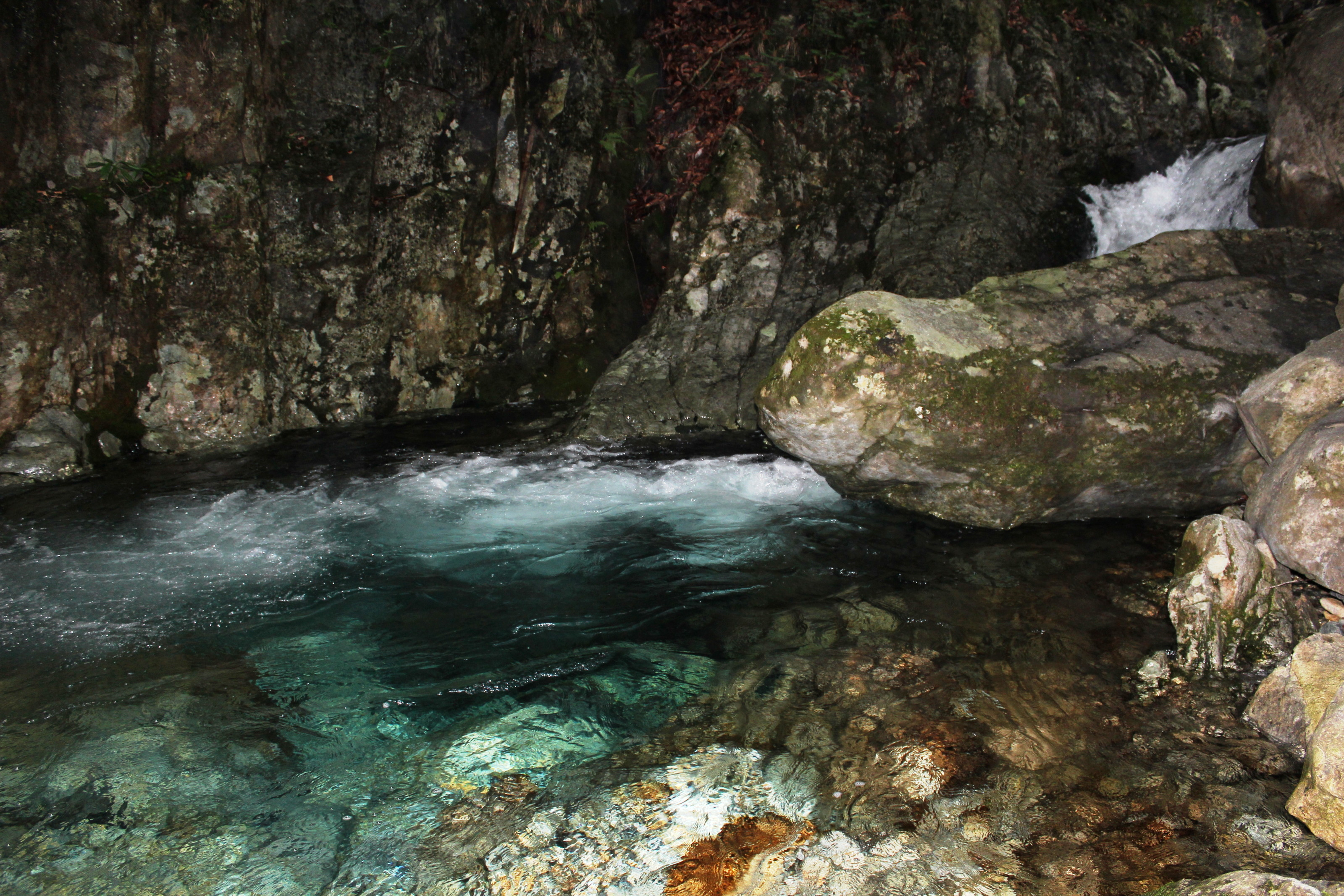
碧水湖（淵）
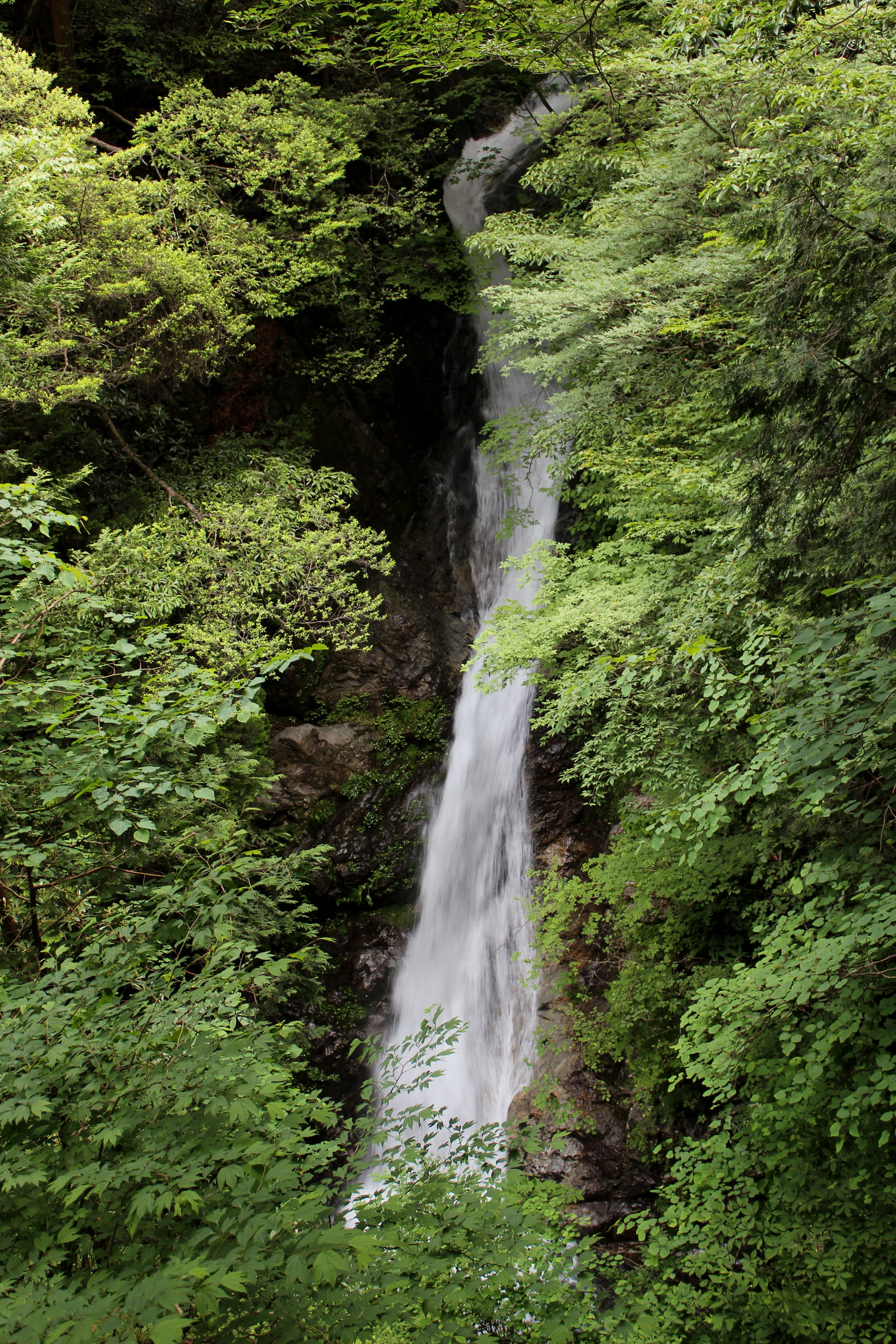
ねじれ滝
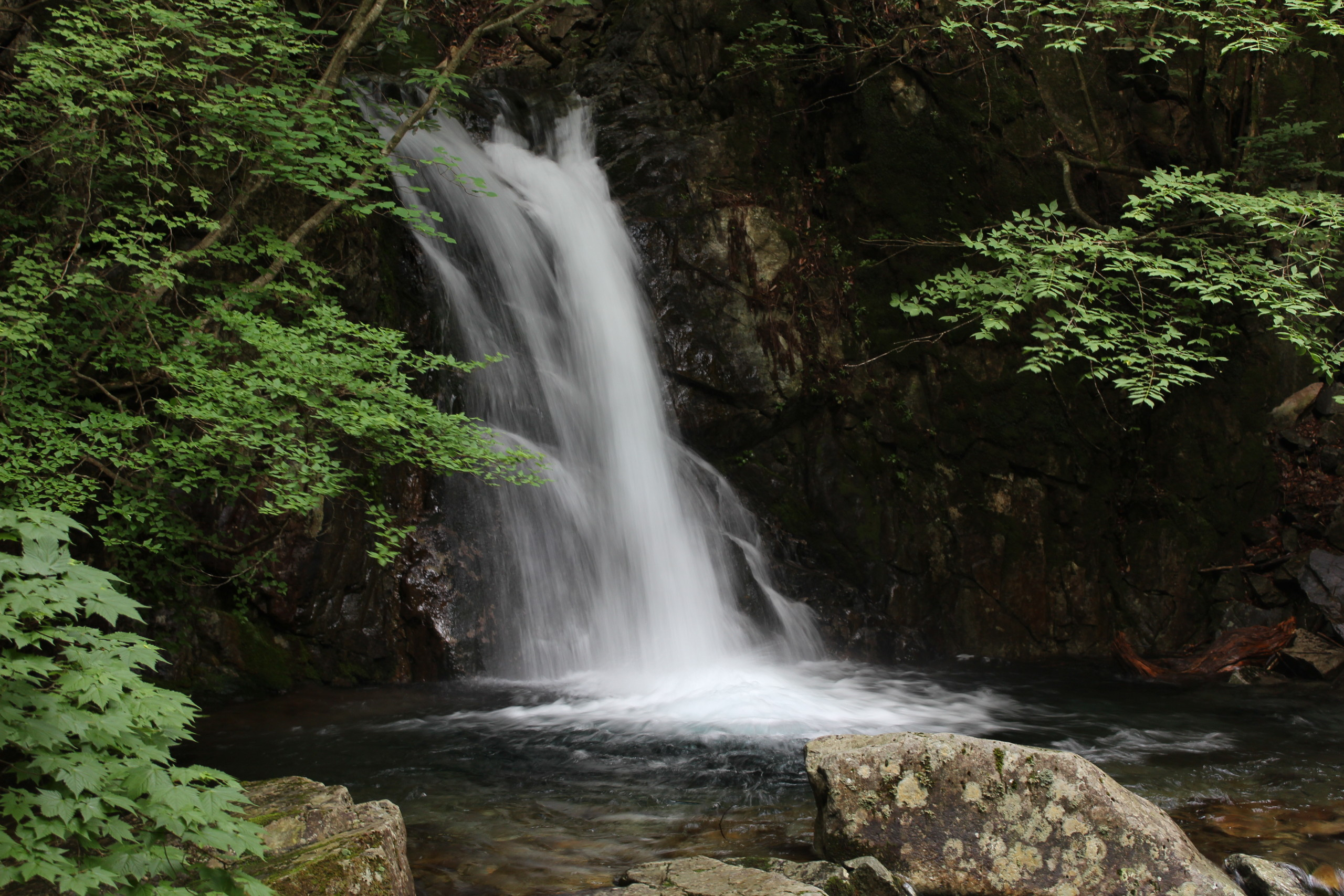
和合滝
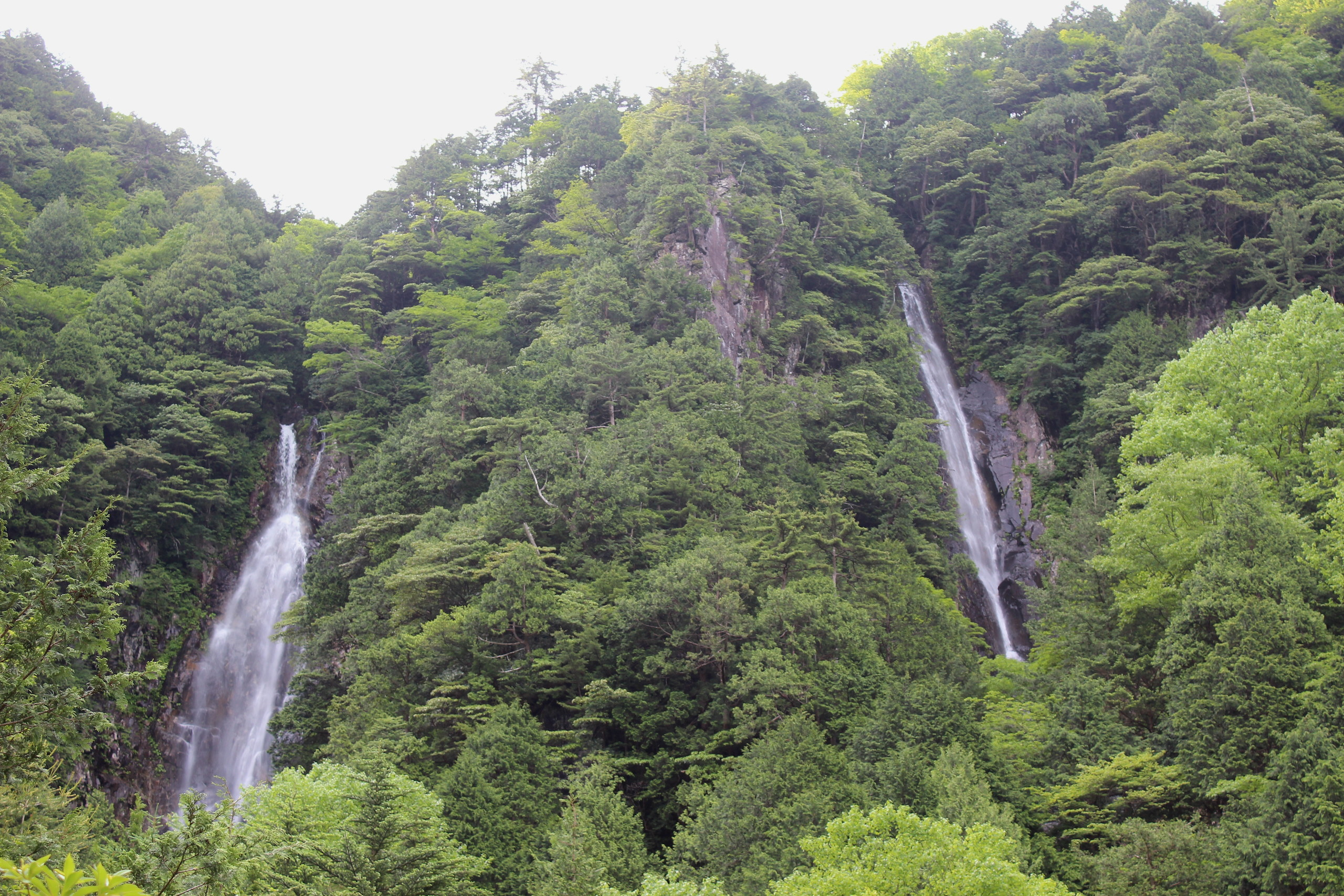
夫婦滝（左：男滝、右：女滝）
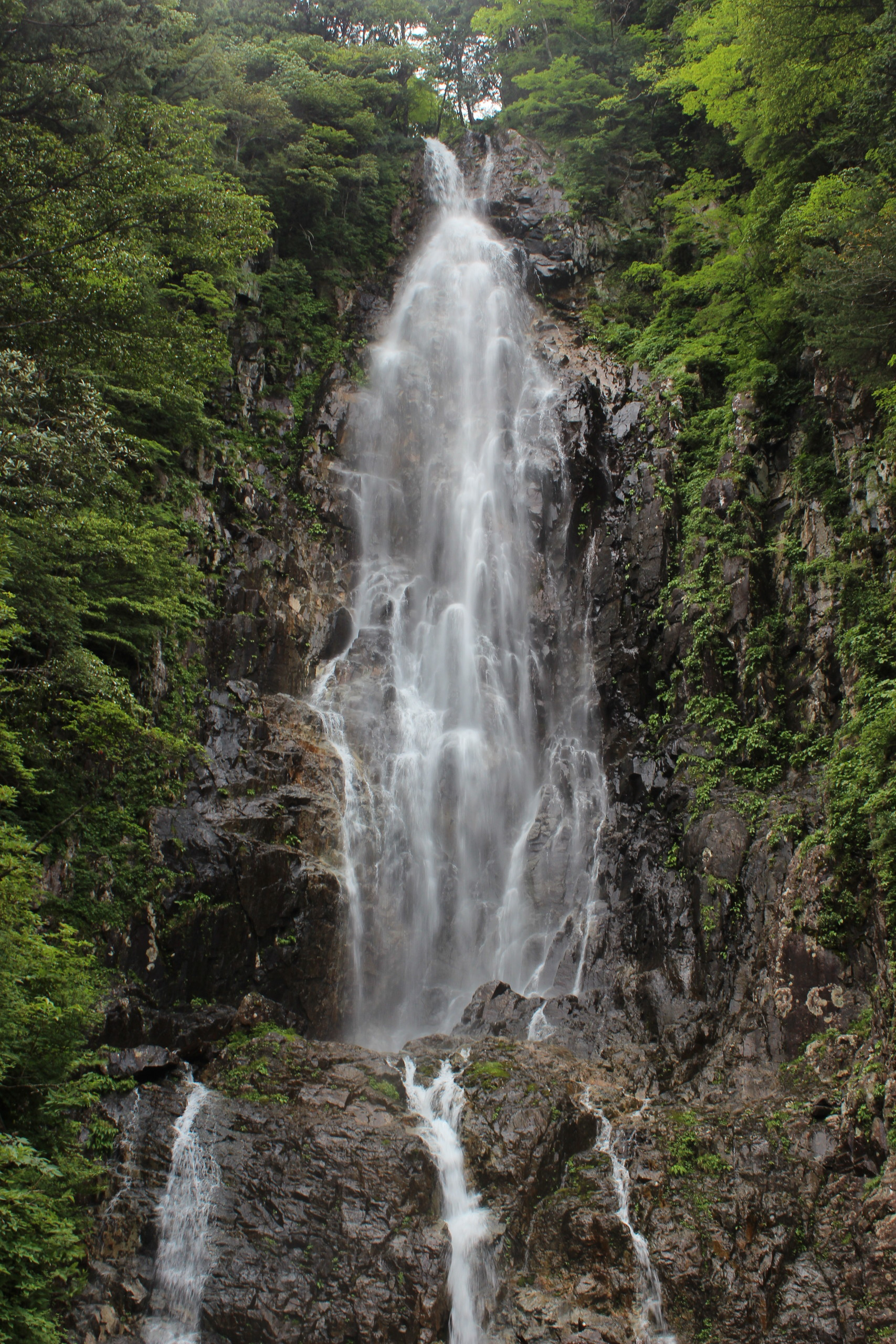
夫婦滝（男滝）
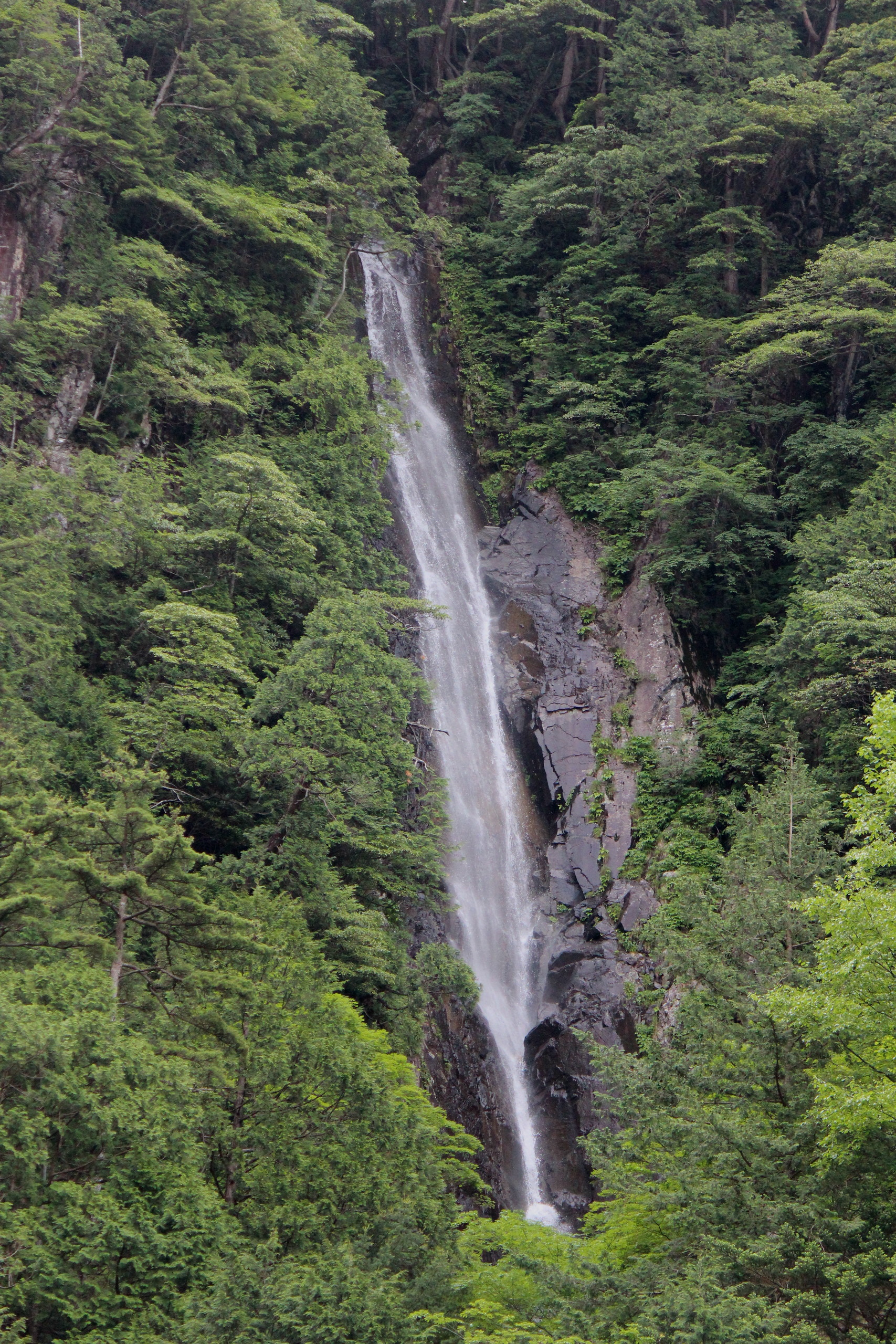
夫婦滝（女滝）
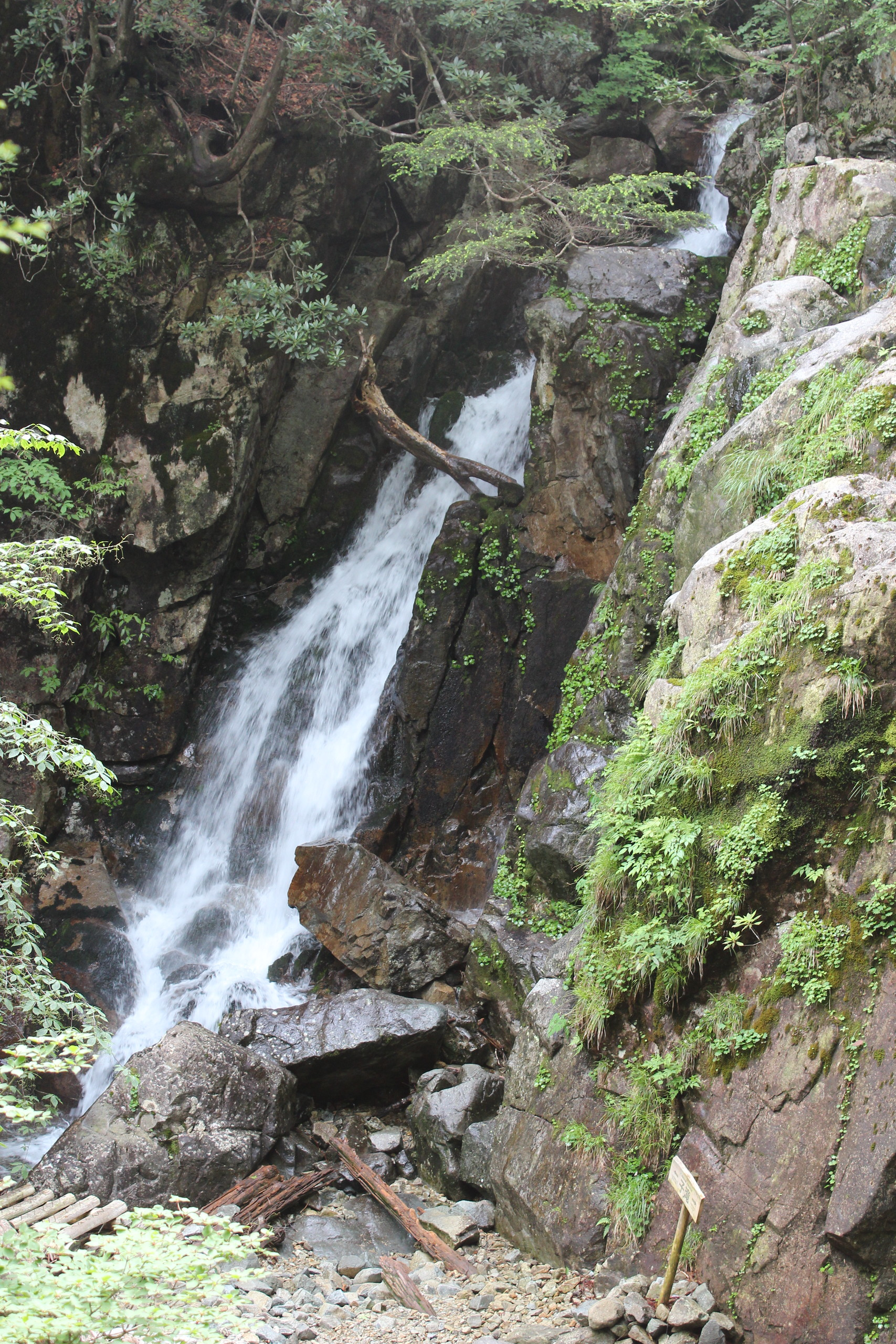
子滝
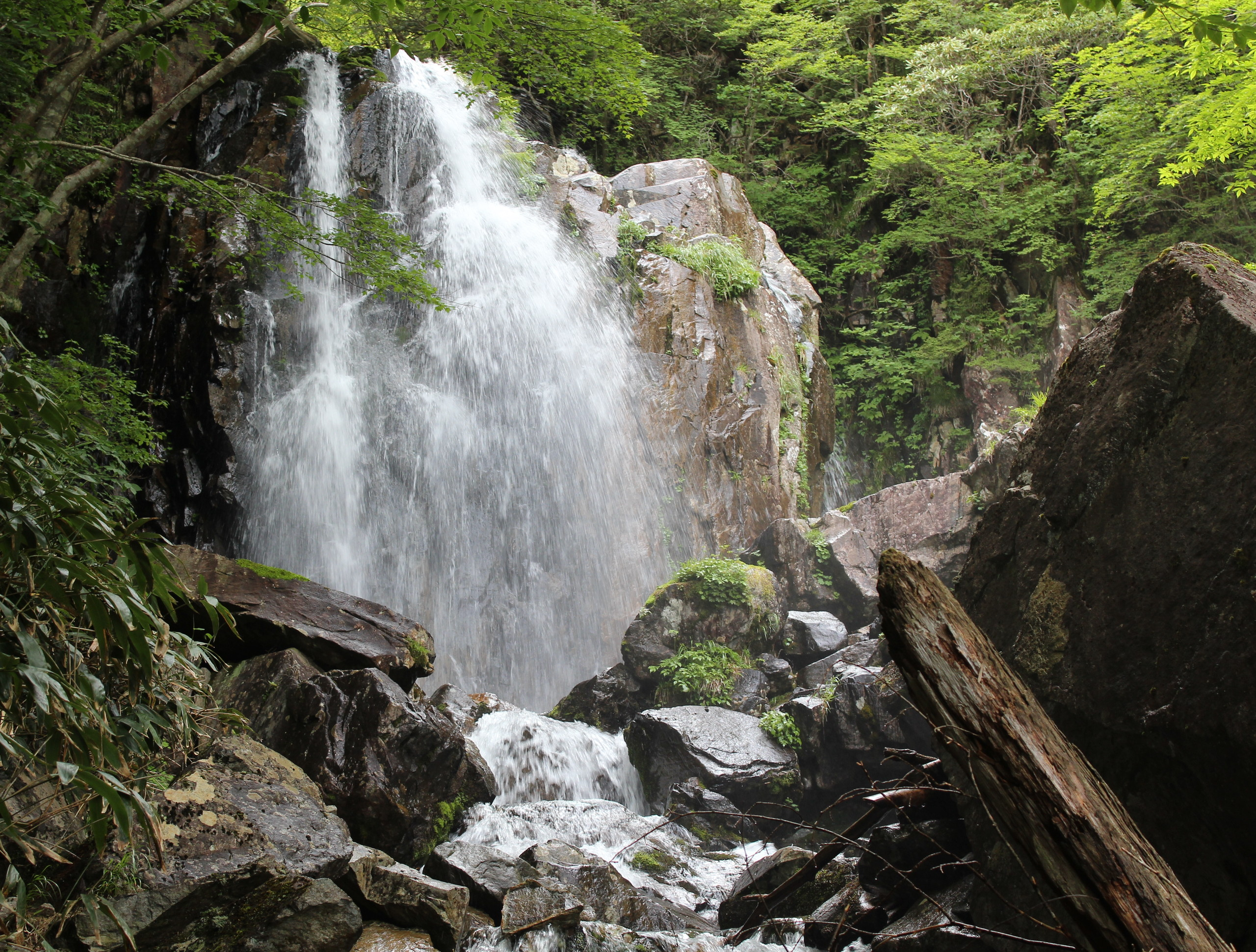
孫滝

### 夫婦滝
夫婦滝（めおとだき）は、岐阜県中津川市加子母の乙女渓谷二ノ谷にある滝である。男滝（落差80 m）と女滝の組からなる2条の滝の総称。冬期には滝が全面凍結することがある。

## 交通・アクセス
国道257号から渓谷のキャンプ場に至る市道がある。
- 濃飛バス下呂市内路線（下呂加子母線）の舞台峠バス停の北東4.2kmに位置する[9]。
- JR東海高山本線下呂駅の東南東11 kmに位置し、JR東海中央本線中津川駅の北北西33 kmに位置する。
- 中央自動車道中津川インターチェンジの北北西35 kmに位置する。

## 関連リンク
- 乙女渓谷・二の谷